# Lamp van Mueseler

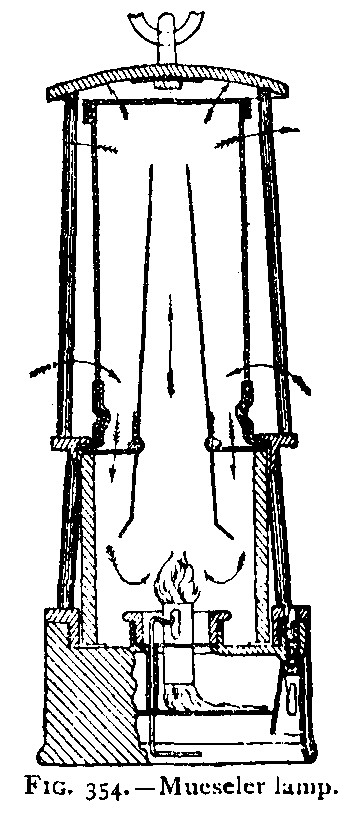
De Mueseler lamp

De lamp van Mueseler is een verbeterde davylamp, gebruikt in de mijnbouw, en ontworpen door de Belg Mathieu-Louis Mueseler. Het gebruik van deze mijnlamp in de Belgische mijnen, is enige tijd door de regering van Charles Rogier verplicht gesteld, wegens zijn grotere veiligheid ten opzichte van eerdere lampen. 

## De werking
De werking is gebaseerd op de lamp van Clanny. 
De verbrandingsgassen gaan naar boven via een soort schoorsteen en bedekken daarbij het bovenste gaas. 
Boven het glas is er een diafragma uit een soort gaas waarlangs de zuurstof binnen kan tot aan de vlam. 
De vlam is helderder dan de voorgaande lampen omdat het metaalgaas niet voor de vlammen hangt. 
De verbrandingsgassen die een laag vormen rond de vlam ondersteunen de verbranding niet en zetten een eventuele explosie niet verder. 
Hierdoor gaat de lamp uit als ze blootgesteld wordt aan een explosief luchtmengsel.
Bij een luchtstroom van 15 meter per seconde is dit echter niet meer zo.